# برنارد غينيدو
برنارد غينيدو (بالفرنسية: Bernard Guignedoux)‏ (31 يناير 1947 - 1 يناير 2021) هو مدير ولاعب كرة قدم فرنسي. اشتهر بكونه أول هداف في تاريخ باريس سان جيرمان.